# Prakash Amritraj
Prakash Michael Amritraj (n. 2 de octubre de 1983) es un jugador profesional de tenis indio. Si bien representa a la India, nació y se formó y vive en Estados Unidos. Es una de las cartas principales del Equipo de Copa Davis de la India y el tenista mejor situado de ese país. Se convirtió en profesional en 2003, luego de consagrarse campeón universitario de los Estados Unidos con la Universidad del Sur de California.
Es hijo de una ex-estrella del tenis, Vijay Amritraj y primo del también tenista Stephen Amritraj. Su mejor actuación es haber llegado a la final del Torneo de Newport de 2008 donde perdió ante el veterano francés Fabrice Santoro.

## Títulos (0)

### Finalista en individuales (1)
- 2008: Newport (pierde ante Fabrice Santoro)